# مزد أباد بالا (كتشو)
مزد أباد بالا (بالفارسية: مزدآباد بالا) هي قرية تقع في إيران في قسم کتشو الريفي. يقدر عدد سكانها بـ 62 نسمة .